# Helicominopsis fici
Helicominopsis fici är en svampart som beskrevs av Deighton 1960. Helicominopsis fici ingår i släktet Helicominopsis, divisionen sporsäcksvampar och riket svampar.   Inga underarter finns listade i Catalogue of Life.